# 1749年の相撲
1749年の相撲（1749ねんのすもう）は、1749年の相撲関係のできごとについて述べる。

## 興行
- 3月場所（大坂相撲）[1]
  - 興行場所:大坂南堀江
- 4月場所（京都相撲）[2]
  - 興行場所:二条東
- 6月場所（京都相撲）[3]
  - 興行場所:中堂寺嶋原